# Octaviolca
Octaviolca (Octa, en celta: «tierra de labor en una vega») fue una ciudad romana en el antiguo territorio de la actual Cantabria, de la que se conoce muy poco. Pertenecía al conventus Cluniensis dentro de la provincia Tarraconensis.

## Historia
Aparece citada por el geográfo Ptolomeo y en el Itinerario de Barro, que la sitúa entre los prados de la Legio IIII Macedonica —próxima a Pisoraca (Herrera de Pisuerga)— y 10 millas romanas —unos 15 kilómetros— al sur de la ciudad romana de Julióbriga.
El topónimo se ha puesto en relación con el primitivo nombre de Augusto —Octavio—, y debió de ser fundación  del  emperador a raíz de la victoria en las guerras cántabras.
Se desconoce su emplazamiento exacto, dándose como más probable el término municipal de Valdeolea y, concretamente, el yacimiento romano de Camesa-Rebolledo, donde se ha descubierto una edificación asimilable a una villae romana. También ha sido vinculada tras los últimos hallazgos con el yacimiento de Huerta Varona en Aguilar de Campoo (Palencia).